# Izbruh bolezni
Izbruh bolezni je nenaden, močen pojav neke bolezni, ki v takšnem obsegu v normalnih okoliščinah v določeni skupnosti, zemljepisnem območju ali časovnem obdobju ne bi bil pričakovan. Lahko prizadene manjše zemljepisno območje ali pa se razširi tudi na več držav. Tudi trajanje izbruha je lahko različno, od nekaj dni in tednov do več let. Izbruh običajno zahteva večjo skupino bolnikov, vendar lahko že samo en primer bolezni pomeni izbruh, če gre za dotlej nepoznano bolezen, bolezen, ki se prej v prizadeti skupnosti ni pojavljala ali se ni pojavila že daljše časovno obdobje. Soroden izraz je epidemija – pojav nalezljive bolezni pri velikem številu bolnikov v nekem obdobju.

## Preiskava izbruha bolezni
Preiskovanje izbruha bolezni je bistveno z njegovo razumevanje ter nadzorovanje in preprečevanje širjenja bolezni. Med epidemiologi obstajajo splošno sprejeti vnaprej opredeljeni koraki pri preiskavi novega izbruha bolezni in vključujejo:
- potrditev diagnoze, povezane z izbruhom
- potrditev obstoja izbruha (ali je pojav bolezni pri bolnikih nepričakovan glede na zemljepisno območje, čas v letu itd.)
- opredelitev primerov
- kartiranje izbruha s pomočjo informacijske tehnologije
- postavitev hipoteze o vzroku izbruha
- preučevanje hipoteze z zbiranje podatkov in analiziranjem
- izpopolnitev hipoteze in opravljanje nadaljnjih raziskav
- izdelava in uresničitev ukrepov za nadzorovanje izbruha in preprečevanje širjenja bolezni
- obveščanje javnosti